# Mizococcus sacchari
Mizococcus sacchari är en insektsart som först beskrevs av Karl Hermann Leonhard Lindinger 1932.  Mizococcus sacchari ingår i släktet Mizococcus och familjen ullsköldlöss.
Artens utbredningsområde är Taiwan. Inga underarter finns listade i Catalogue of Life.